# BLACKsummers’night
Black Summer's Night estilizado BLACKsummers’night (Noche del negro verano en español) es el cuarto álbum del músico estadounidense Maxwell lanzado en julio de 2009, por Columbia. Es el segundo de una trilogía llamada Black Summer's Night.
El álbum debutó en el número 1 de la lista Billboard 200, vendiendo casi 320.000 copias en su primera semana de publicación. Llegó a ser un éxito comercial para Maxwell, siendo su cuarto álbum consecutivo en ser certificado con platino en los Estados Unidos, además de que posicionó 4 sencillos en Billboard. También fue aclamado por la crítica y ganó dos Grammys en la entrega del 2010, entre ellos mejor álbum R&B del año.
En el 2020 el álbum fue incluido en la lista de los 500 mejores álbumes de todos los tiempos de la revista Rolling Stone, ocupando el puesto 467.